# Campeonato de Primera División 1930 (Argentina)
La Copa Campeonato de 1930 fue el cuarto y último torneo organizado por la Asociación Amateurs Argentina de Football, ya que al año siguiente la entidad se dividió en dos, la disidente Liga Argentina de Football, que blanqueó el profesionalismo, y la Asociación Argentina de Football (Amateurs y Profesionales), entidad oficial que siguió disputando certámenes amateurs. 
Fue el torneo oficial de Primera División y se desarrolló en una rueda de todos contra todos, desde el 23 de marzo de este año al 12 de abril de 1931, con un paréntesis entre el 29 de junio y el 17 de agosto, por la disputa del Mundial de Uruguay, y un receso durante el verano.
El campeón fue el Club Atlético Boca Juniors, por sexta vez en su historia.

## Ascensos y descensos
| Pos. | Equipo ascendido |
| ---- | ---------------- |
| 1.º  | Honor y Patria   |

| Equipos descendidos en la temporada 1929 |
| ---------------------------------------- |
| No hubo                                  |

De esta forma, los participantes aumentaron a 36.

## Equipos
| Equipo                 | Ciudad               |
| ---------------------- | -------------------- |
| Almagro                | Buenos Aires         |
| Argentino de Banfield  | Banfield             |
| Argentino del Sud      | Avellaneda           |
| Argentino de Quilmes   | Quilmes              |
| Argentinos Juniors     | Buenos Aires         |
| Atlanta                | Buenos Aires         |
| Banfield               | Banfield             |
| Barracas Central       | Buenos Aires         |
| Boca Juniors           | Buenos Aires         |
| Chacarita Juniors      | Buenos Aires         |
| Colegiales             | Buenos Aires         |
| Defensores de Belgrano | Buenos Aires         |
| El Porvenir            | Gerli                |
| Estudiantes            | Buenos Aires         |
| Estudiantes            | La Plata             |
| Estudiantil Porteño    | Buenos Aires         |
| Excursionistas         | Buenos Aires         |
| Ferro Carril Oeste     | Buenos Aires         |
| Gimnasia y Esgrima     | La Plata             |
| Honor y Patria         | Bernal               |
| Huracán                | Buenos Aires         |
| Independiente          | Avellaneda           |
| Lanús                  | Lanús                |
| Platense               | Buenos Aires         |
| Quilmes                | Quilmes              |
| Racing Club            | Avellaneda           |
| River Plate            | Buenos Aires         |
| San Fernando           | San Fernando         |
| San Isidro             | Acassuso             |
| San Lorenzo            | Buenos Aires         |
| Sportivo Barracas      | Buenos Aires         |
| Sportivo Buenos Aires  | Buenos Aires         |
| Sportivo Palermo       | Buenos Aires         |
| Talleres               | Remedios de Escalada |
| Tigre                  | Victoria             |
| Vélez Sarsfield        | Buenos Aires         |

## Tabla de posiciones final
| Pos  | Equipo                  | Pts | PJ | G  | E  | P  | GF  | GC  | DIF |
| ---- | ----------------------- | --- | -- | -- | -- | -- | --- | --- | --- |
| 01.º | Boca Juniors            | 61  | 35 | 29 | 3  | 3  | 113 | 33  | 80  |
| 02.º | Estudiantes (LP)        | 56  | 35 | 27 | 2  | 6  | 113 | 39  | 74  |
| 03.º | River Plate             | 52  | 35 | 22 | 8  | 5  | 66  | 29  | 37  |
| 04.º | San Lorenzo             | 51  | 35 | 23 | 5  | 7  | 96  | 43  | 53  |
| 05.º | Talleres (RdE)          | 51  | 35 | 21 | 9  | 5  | 56  | 34  | 22  |
| 06.º | Racing Club             | 49  | 35 | 22 | 5  | 8  | 82  | 30  | 52  |
| 07.º | Independiente           | 47  | 35 | 18 | 11 | 6  | 71  | 41  | 30  |
| 08.º | Gimnasia y Esgrima (LP) | 42  | 35 | 19 | 4  | 12 | 72  | 42  | 30  |
| 09.º | Chacarita Juniors       | 42  | 35 | 18 | 6  | 11 | 57  | 43  | 12  |
| 10.º | Quilmes                 | 42  | 35 | 19 | 4  | 12 | 67  | 56  | 11  |
| 11.º | Sportivo Buenos Aires   | 41  | 35 | 18 | 5  | 12 | 57  | 44  | 13  |
| 12.º | Platense                | 40  | 35 | 16 | 8  | 11 | 59  | 48  | 11  |
| 13.º | Banfield                | 40  | 35 | 19 | 2  | 14 | 68  | 62  | 6   |
| 14.º | Huracán                 | 39  | 35 | 16 | 7  | 12 | 75  | 49  | 26  |
| 15.º | Vélez Sarsfield         | 36  | 35 | 13 | 10 | 12 | 45  | 49  | -4  |
| 16.º | Sportivo Barracas       | 35  | 35 | 13 | 9  | 13 | 54  | 49  | 5   |
| 17.º | Argentinos Juniors      | 35  | 35 | 12 | 11 | 12 | 46  | 43  | 3   |
| 18.º | Ferro Carril Oeste      | 34  | 35 | 13 | 8  | 14 | 45  | 55  | -10 |
| 19.º | San Fernando            | 33  | 35 | 13 | 7  | 15 | 47  | 63  | -16 |
| 20.º | Tigre                   | 32  | 35 | 12 | 8  | 15 | 58  | 52  | 6   |
| 21.º | Estudiantil Porteño     | 32  | 35 | 13 | 6  | 16 | 66  | 67  | -1  |
| 22.º | Estudiantes (BA)        | 31  | 35 | 12 | 7  | 16 | 49  | 58  | -9  |
| 23.º | Almagro                 | 30  | 35 | 11 | 8  | 16 | 36  | 47  | -11 |
| 24.º | Atlanta                 | 30  | 35 | 10 | 10 | 15 | 43  | 63  | -20 |
| 25.º | Defensores de Belgrano  | 28  | 35 | 12 | 4  | 19 | 50  | 75  | -25 |
| 26.º | El Porvenir             | 28  | 35 | 11 | 6  | 18 | 52  | 77  | -25 |
| 27.º | Excursionistas          | 28  | 35 | 11 | 6  | 18 | 32  | 56  | -24 |
| 28.º | Lanús                   | 27  | 35 | 8  | 11 | 16 | 39  | 54  | -15 |
| 29.º | Barracas Central        | 27  | 35 | 10 | 7  | 18 | 40  | 64  | -24 |
| 30.º | Argentino de Banfield   | 26  | 35 | 9  | 8  | 18 | 33  | 69  | -36 |
| 31.º | Sportivo Palermo        | 25  | 35 | 7  | 11 | 17 | 46  | 65  | -19 |
| 32.º | Argentino de Quilmes    | 25  | 35 | 7  | 11 | 17 | 45  | 67  | -22 |
| 33.º | Colegiales              | 24  | 35 | 9  | 6  | 20 | 37  | 65  | -28 |
| 34.º | San Isidro              | 23  | 35 | 6  | 11 | 18 | 29  | 66  | -37 |
| 35.º | Honor y Patria          | 14  | 35 | 4  | 6  | 25 | 30  | 91  | -61 |
| 36.º | Argentino del Sud       | 4   | 35 | 1  | 2  | 32 | 14  | 100 | -86 |

## Descensos, ascensos y escisiones
Con el descenso de Honor y Patria y Argentino del Sud y la deserción de San Isidro, sumado al ascenso de Nueva Chicago, el siguiente campeonato iba a contar con 34 equipos. Pero, al comenzar el siguiente campeonato, 18 equipos se escindieron de la Asociación y formaron la disidente Liga Argentina de Football, entidad que organizó el primer torneo profesional de 1931. Finalmente,  el campeonato de 1931 de la entidad oficial, la Asociación Argentina de Football (Amateurs y Profesionales), contó con la participación de 17 equipos contando la reincorporación de San Isidro, que luego abandonaría el certamen.

## Goleador
| Jugador              | Jugador        | Goles | Equipo       |
| -------------------- | -------------- | ----- | ------------ |
| Bandera de Argentina | Roberto Cherro | 37    | Boca Juniors |